# Jaime Vadell
Jaime Patricio Vadell Amión, né à Valparaiso (Chili) le 6 octobre 1935, est un acteur chilien.

## Filmographie partielle

### Au cinéma
- 1968 : Trois tristes tigres : Rudi
- 1969 : Caliche sangriento
- 1969 : Los testigos
- 1971 : Nadie dijo nada : Germán
- 1973 : El realismo socialista : le député socialiste
- 1974 : La expropiación : l'agronome Vidal
- 1979 : Julio comienza en julio : Torres
- 1990 : Viva el Novio
- 1991 : Amelia Lópes O'Neill : avocat
- 1997 : 10.7
- 2000 : Coronación : Carlos brut
- 2002 : Fragmentos urbanos : Ramón (Corto "Mandarina Mecánica")
- 2003 : El huésped
- 2004 : Perjudícame cariño : Gustavo
- 2004 : Tendida mirando las estrellas
- 2005 : Padre nuestro : Caco
- 2005 : Se arrienda : le père de Gaston Fernandez
- 2007 : Matar a todos
- 2008 : El regalo : Pacheco
- 2010 : Post Mortem : Dr Castillo
- 2012 : La Chupilca del Diablo
- 2012 : No : le ministre Fernández
- 2014 : Aurora : Juez Águila
- 2014 : Santiago Violenta : le père de Noel
- 2015 : El club de Pablo Larraín
- 2016 : Neruda de Pablo Larraín

### À la télévision

#### Telenovelas
- 2016 : Pobre gallo (Mega) : Onofre Pérez de Castro